# Ithomi (Tessaglia)
Ithomi (in greco Ιθώμη?) è un ex comune della Grecia nella periferia della Tessaglia di 3 140 abitanti secondo i dati del censimento 2001
È stato soppresso a seguito della riforma amministrativa detta Programma Callicrate in vigore dal gennaio 2011 ed è ora compreso nel comune di Mouzaki